# 察罕·罗卜桑格力格日葛鲁日达尔吉
那日松（1944年—2013年6月27日）乳名那吉拉，曾用名那木吉勒，法名罗卜桑格力格日葛鲁日达尔吉，蒙古族，内蒙古阿鲁科尔沁旗罕苏木前呼布艾里人，第九世察罕活佛。

## 生平
1944年，出生于内蒙古阿鲁科尔沁旗罕苏木前呼布艾里，乳名“那吉拉”。 1945年，被认定为察罕活佛（蒙古语“查干葛根”，意为“白活佛”）之转世呼毕勒罕，法名为“罗卜桑格力格日葛鲁日达尔吉”。1945年，在阿鲁科尔沁旗罕苏木庙坐床。1948年4月民主改革开始后，察罕活佛回家居住，直至1957年被政府保送入中央民族学院学习。1961年，他回到阿鲁科尔沁旗天山二中学习。1963年9月，考入内蒙古扎兰屯农牧专科学校学习畜牧兽医。1967年7月，来到巴彦淖尔盟阿拉善右旗任职。1969年，被调往呼和浩特，在中国佛教协会内蒙古分会任职，历任中国佛教协会常务理事、中国佛教协会内蒙古分会副会长、内蒙古政协委员。圆寂时，正在担任中国佛教协会常务理事、中国佛教协会内蒙古分会驻会常务副会长。
2013年6月27日，那日松在北京圆寂，享年70岁。荼毗法会于2013年7月1日在赤峰市阿鲁科尔沁旗罕庙举行。 